# Zuzanna Górecka
Zuzanna Górecka (ur. 10 kwietnia 2000 w Radomiu) – polska siatkarka, grająca na pozycji przyjmującej, reprezentantka kraju.
We wrześniu 2018 r. wystąpiła na mistrzostwach Europy juniorek (U–19), rozegranych w Albanii, zdobywając brązowy medal.

## Życie prywatne
Jej matka jest pielęgniarką. Ma brata bliźniaka o imieniu Bartek. W 2021 r. jej partnerem życiowym został siatkarz Zbigniew Bartman.

## Sukcesy klubowe
Mistrzostwa Polski kadetek:
- 2016, 2017

Mistrzostwa Polski juniorek:
- 2018

Superpuchar Polski:
- 2020

Mistrzostwo Polski:
- 2023[5]
- 2025[6]

## Sukcesy reprezentacyjne
Mistrzostwa Europy Juniorek:
- 2018

## Nagrody indywidualne
- 2017: MVP Mistrzostw Polski kadetek
- 2018: MVP Mistrzostw Polski juniorek